# Terminator 3: La redención
Terminator 3: The Redemption es un videojuego de acción y aventuras basado en la película de 2003 Terminator 3: Rise of the Machines. Desarrollado por Paradigm Entertainment y publicado por Atari en 2004, el juego fue lanzado para PlayStation 2, Xbox y GameCube. Terminator 3: The Redemption recibió críticas «mixtas o promedio», según Metacritic. Si bien fue elogiado por sus gráficos y considerado una mejora con respecto a un juego anterior (Terminator 3: Rise of the Machines), la jugabilidad fue criticada por ser lineal, repetitiva y difícil.

## Jugabilidad
Terminator 3: The Redemption presenta múltiples estilos de juego desde una perspectiva en tercera persona a lo largo de 14 niveles, que se basan parcialmente en la película Terminator 3: Rise of the Machines mientras amplían la historia de fondo de la misma. El jugador asume el rol de un T-850 Terminator. Varios niveles se juegan a pie, donde el jugador lucha contra otros terminators. El jugador puede usar varias armas contra enemigos y participar en combates cuerpo a cuerpo. Además, puede usar señales viales desprendidas como armas. El modo de escaneo rojo del T-850 permite al jugador infligir mayor daño a los enemigos, y los puntos conocidos como "terabytes" se pueden recolectar a lo largo del juego para mejorar este modo de escaneo.
El juego también incluye niveles de conducción con diversos vehículos, como un coche fúnebre, una camioneta y un coche de policía. Además, hay niveles de disparos sobre raíles donde el jugador está en un vehículo en movimiento y debe disparar a los Terminators enemigos que se acercan. El T-X es el enemigo principal a lo largo del juego, como en la película. Se incluye un modo cooperativo para dos jugadores, donde los jugadores deben defenderse de Terminators en un formato de disparos sobre raíles.

## Argumento
La historia comienza en 2032, donde un escuadrón de soldados Tech-Com lanza un asalto a una instalación de Skynet para detener a un T-X que intenta usar una máquina de desplazamiento temporal. Sin embargo, el escuadrón es superado por las habilidades superiores del T-X, y todos son asesinados brutalmente.
Mientras tanto, Katherine Brewster y la Resistencia Humana emboscan al T-850 responsable de la muerte de John Connor. Un técnico de Tech-Com reprograma al cíborg y lo envía de regreso al 23 de julio de 2003 para proteger a las versiones más jóvenes de John y Kate. Con la ayuda de varios soldados Tech-Com, el T-850 lucha hasta llegar a la puerta principal del búnker de Skynet y entra en la máquina de desplazamiento temporal.
En el pasado, el T-850 rescata a John y Kate del T-X y les informa que el Día del Juicio Final ocurrirá en unas horas. El plan es adquirir un avión en una base militar cercana y llevar a John y Kate a Crystal Peak, un búnker donde pueden sobrevivir a las explosiones nucleares inminentes. Al llegar a la base, el T-X reaparece y arroja al T-850 a una máquina del tiempo prototipo, enviándolo a un futuro alternativo donde Skynet ha triunfado.
El Terminator lucha nuevamente a través de Skynet y regresa a 2003 justo a tiempo para enfrentarse al T-X, permitiendo que John y Kate escapen a Crystal Peak. En el búnker, el T-850 bloquea el camino del T-X hacia John y Kate, sacrificándose al colocar su celda de combustible dañada en la boca del T-X, causando una explosión masiva que aparentemente destruye a ambos Terminators.
Tras el Día del Juicio Final, John extrae la CPU del T-850 gravemente dañado, desactivándolo. La historia luego avanza a un punto posterior en la guerra, donde John lidera la Resistencia. Él usa la CPU para reactivar al Terminator, ahora reconstruido como un FK Reaper extensamente modificado. El Terminator avanza nuevamente hacia la batalla, ayudando a John Connor, mientras el juego concluye con la leyenda final: "La batalla apenas ha comenzado..."

## Desarrollo y lanzamiento
Terminator 3: The Redemption fue desarrollado por Paradigm Entertainment y publicado por Atari. Se desarrolló simultáneamente con otro juego, Terminator 3: Rise of the Machines, creado por Black Ops. Ambos equipos de desarrollo tomaron fotos del set de filmación para ayudar en la creación de los juegos. El juego de Black Ops fue lanzado junto con el DVD de la película en noviembre de 2003, pero Paradigm no pudo cumplir con este plazo debido a la mayor escala de su juego. Atari otorgó a Paradigm tiempo adicional para trabajar en Terminator 3: The Redemption. Paradigm había desarrollado previamente The Terminator: Dawn of Fate (2002), y el mismo equipo conceptual regresó para trabajar en The Redemption.
A pesar de la mala recepción del juego de Black Ops, Atari decidió continuar con The Redemption. Atari adquirió los derechos para usar las imágenes de Arnold Schwarzenegger y Kristanna Loken, quienes interpretan a los Terminators en la película. Se utilizaron escaneos 3D de los actores para crear sus contrapartes en el juego. Paradigm también colaboró con C2 Pictures en los diseños de enemigos y elementos de la historia del juego.
El diseñador principal del juego, Shawn Wright, señaló que trabajar con una licencia de película ofrecía ventajas, como un universo y personajes establecidos, pero también mencionó la desventaja de que el contenido debía enviarse a California para su aprobación. El juego incluye imágenes de la película. Algunos aspectos del juego se inspiraron en Grand Theft Auto III, aunque el equipo de desarrollo tuvo cuidado de no crear un clon de GTA. Según Paradigm, el 50 por ciento de la jugabilidad se basa en vehículos, el 25 por ciento en acción de disparos sobre raíles y el 25 por ciento restante en combate de personajes. El ritmo rápido del juego fue intencional, con el productor Josh Hackney afirmando: "No queríamos quitarle el control al jugador por más de cinco segundos."
Una característica desarrollada pero eliminada de la versión final fue el uso de temporizadores de misión. Inicialmente, los jugadores debían completar ciertos niveles en un tiempo determinado para avanzar. En la versión final, sin embargo, los temporizadores se mantuvieron opcionales; los jugadores pueden completar las misiones a su propio ritmo, pero aquellos que terminen dentro del límite de tiempo reciben recompensas. El sistema de apuntado también sufrió cambios durante el desarrollo. 
Schwarzenegger proporcionó algo de trabajo de voz para el juego, con el resto manejado por el imitador Mark Mosley.
El desarrollo concluyó en agosto de 2004, y el juego fue enviado a minoristas norteamericanos el 9 de septiembre de 2004, menos de 10 meses después del lanzamiento del juego anterior de Terminator 3. En Japón, el juego fue lanzado para PlayStation 2 y GameCube el 20 de enero de 2005.

## Recepción
Terminator 3: The Redemption recibió críticas "mixtas o promedio" en todas las plataformas según el sitio web agregador de reseñas Metacritic. El juego fue considerado una mejora respecto al juego original Terminator 3, y algunos críticos consideraron que el título "Redemption" era apropiado, con Alex Navarro de GameSpot escribiendo, "el nombre The Redemption parece muy apropiado al describir este último título de Terminator, porque resulta que este es realmente bastante bueno."
Jeremy Dunham de IGN lo consideró el primer buen juego de la serie Terminator desde The Terminator: Future Shock. Louis Bedigian de GameZone comparó favorablemente la acción del juego con la del juego arcade Terminator 2: Judgment Day. Otros revisores de GameZone concluyeron que era el mejor juego de Terminator hasta la fecha. Sin embargo, los críticos generalmente recomendaron el juego como un alquiler en lugar de una compra. GamePro escribió que "aunque Redemption tiene sus momentos, merece un alquiler con precaución. Redemption le devuelve algo de brillo al nombre de Terminator, pero no mucho." Russ Fischer de GameSpy escribió, "Atari y Paradigm han creado un título que captura el tono de la fuente, sin capturar del todo su atractivo."
Se elogiaron los gráficos, incluyendo los modelos de personajes. Game Informer calificó el personaje de Schwarzenegger como "inquietantemente perfecto" en apariencia. The Sydney Morning Herald afirmó que "los niveles son tan grandes y detallados que es sorprendente que no hagan colapsar tu consola." Algunos críticos creyeron que los gráficos se veían mejor en la versión de Xbox. Las imágenes de la película incluidas en el juego recibieron algunas críticas por su baja calidad.
La jugabilidad fue criticada por ser lineal y repetitiva. Algunos críticos también creyeron que el juego carecía de valor de rejugabilidad. Sin embargo, se elogió la variedad de estilos de jugabilidad, que Dunham encontró "sorprendentemente adictivos." Los revisores también criticaron la jugabilidad por su elemento de prueba y error. La dificultad también fue criticada, incluyendo la falta de puntos de guardado, lo que obligaba al jugador a comenzar un nivel desde el principio si perdía. Eduardo Zacarias de GameZone escribió, "Si hay un juego que podría haber usado un punto de control, es este." Sin embargo, Dunham disfrutó de la dificultad. Navarro afirmó que, a pesar de la dificultad, las misiones "suelen ser lo suficientemente buenas como para que quieras seguir intentando de nuevo." Algunos revisores fueron críticos con el sistema de apuntado del juego, aunque Fischer lo consideró fácil de usar.
Los críticos elogiaron los niveles de conducción y de disparos sobre raíles, que generalmente se consideraron las mejores partes del juego. Mike Reilly de Game Revolution escribió que los niveles a pie "son un poco aburridos en comparación." La escritora de GameZone Natalie Romano escribió, "son las partes de conducción las que evitan que esto sea solo un shooter simple." GamePro opinó que los niveles basados en la película no eran tan divertidos como los creados específicamente para el juego.
La música y el sonido fueron elogiados, aunque GamePro consideró la música monótona. Las voces también fueron generalmente elogiadas, aunque Andrew Reiner de Game Informer fue crítico con las "horribles frases de Schwarzenegger", y Navarro fue crítico con el actor de voz sustituto de Schwarzenegger: "Decir que este actor sustituto es simplemente mediocre sería una subestimación. Afortunadamente, este es realmente el único defecto en el audio del juego." GamePro afirmó que las frases de Schwarzenegger "no podrían sonar más desinspiradas", aunque Romano las disfrutó.